# ハロウィーン・パーティ
『ハロウィーン・パーティ』（原題：Hallowe'en Party）は、イギリスの女流作家アガサ・クリスティによって1969年に発表された推理小説。名探偵 エルキュール・ポアロがハロウィーン・パーティの最中に起きた怪事件とその背景にある過去の殺人に挑む。ハロウィーンにちなみ童話的雰囲気が漂う作品である。

## あらすじ
ウドリー・コモンにあるロウィーナ・ドレイクの家で開かれたハロウィーン・パーティのために、みんながゲームや飾り付けの準備をしているとき、13歳のジョイス・レイノルズが、かつて殺人事件を見たがそれが殺人事件だと気づいたのは後になってからだったと出席者に話す。パーティが終わると、ジョイスはアップル・ボビングの水槽に頭を入れて溺れて死んでいるのが発見される。友人のジュディス・バトラーを訪ねてパーティに出席した作家のアリアドニ・オリヴァは、エルキュール・ポアロにジョイスを殺した犯人と、ジョイスが見たという殺人の調査を依頼する。引退したスペンス元警視の協力を得て、ポアロはここ数年のこの地域での死と失踪のリストを作る。
- ロウィーナの叔母であるルウェリン・スマイスが急死し、彼女のオペアだったオルガ・セミノフが失踪した。
- 弁護士事務員のレスリー・フェリエが何者かに背中を刺された。
- 16歳の店員シャーロット・ベンフィールドは、頭部に複数の傷を負った状態で死亡しているのが発見された。
- エルムズ・スクールの教師、ジャネット・ホワイトが絞殺された。

さらにポアロはいくつかの興味深い事実を知る。
- ジュディスの娘ミランダはジョイスの最も親しい友人で、2人は秘密を共有していた。
- ジョイスは人から注目を集めるためによく作り話をすることが知られていた。
- パーティに出席していた数学教師のエリザベス・ホイッテッカーは、パーティの参加者たちがスナップドラゴンで遊んでいる最中に、図書館のドアの外でロウィーナが驚いて水の入ったガラスの花瓶を落としたのを目撃した。
- フェリエには偽造の前科があり、彼とオルガが協力して金持ちの未亡人ルウェリン・スマイスの財産を盗み出そうとしているのではないかと多くの人が疑った。
- ルウェリン・スマイスの清掃係だった女性は、ルウェリンが遺言補足書を作成するのを目撃していた。
- 元採石場の中に造られた美しい庭園は、ナルシスト的な振る舞いをする男、マイケル・ガーフィールドがルウェリン・スマイスのために設計したものである。
- ジョイスの弟レオポルドは最近金遣いが荒くなった。

レオポルドはその後、小川で溺れて死んでいるのが発見される。レオポルドの死に動揺したロウィーナは、パーティの夜、図書館でレオポルドを見かけたとポアロに告げ、レオポルドが姉殺しを目撃したに違いないと言う。
ポアロはすぐに仮説を立て、採石場近くの森を捜索するよう警察に進言する。捜索の結果、廃井戸でフェリエと同じように刺されたオルガの死体が発見される。さらなる殺人を予想したポアロはオリヴァ夫人に電報を打ち、ジュディスと娘のミランダをできるだけ早くロンドンに連れて行くよう指示する。一行が昼食に立ち寄った際にミランダの姿はなく、ガーフィールドが彼女を連れ去って毒殺しようとするが、ポアロに雇われた2人の男が彼を阻止して彼女の命を救い、ガーフィールドは自殺する。ミランダは、ジョイスが見たと言っていた殺人を目撃していたのは自分だと明かす。ガーフィールドとロウィーナが採石場でオルガの死体を引きずるのを目撃し、あとになってからそれが殺人だったと気づいたのだった。ジョイスはミランダがいないときに有名なオリヴァ夫人の気を引こうとして彼女から聞いた話をしたのだった。
ポアロはオリヴァ夫人に真相を話す。ロウィーナはまだ夫が存命のときにガーフィールドと不倫関係を持った。彼女の叔母ルウェリンはそれを発見し、罰として彼女ではなくオルガに財産を残すという遺言状を書いた。この変更を知ったロウィーナとガーフィールドは、フェリエを雇って簡単に見破られるような不器用な偽造で遺言補足書を差し替えさせて後に無効になるよう仕向けて遺産をロウィーナが相続した。彼女は殺人を目撃したと主張するジョイスにオルガの死体遺棄を見られたと察して彼女を殺した。水の入った花瓶を落としたのは、ジョイスを溺れさせたときに衣服が濡れたことをごまかすためだった。しかしレオポルドに目撃されてしまったので、彼も殺したのだった。
ロウィーナの夫ドレイクの死が事故だったのかどうかなど、いくつかの疑問が残ったまま物語は終わる。

## 登場人物
※印はパーティの準備中に居合わせた人々
エルキュール・ポアロ
私立探偵。
アリアドニ・オリヴァー
探偵作家。※
ジュディス・バトラー
オリヴァーの友人。※
ミランダ・バトラー
ジュディスの娘。
ミセズ・レノルズ
ジョイスの母。
アン・レノルズ
ジョイスの姉。※
ジョイス・レノルズ
殺された娘。ミランダの友だち、13歳。※
レオポルド・レノルズ
ジョイスの弟、10歳。※
ルイズ・ルウェリン・スマイス
故人、造船会社の持ち主の未亡人、「石切り場館」の前所有者。
ロウィーナ・アラベラ・ドレイク
ルウェリンの姪、事件現場「リンゴの木荘」在住。※
ヒューゴー・ドレイク
ルウェリンの甥、ロウィーナの夫、故人（轢死）。
オルガ・セミノフ
ルウェリン・スマイスの住み込み女秘書、失踪中。
ニコラス・ランサム
メドチェスター工業学校生、ミス・ブラント宅の下宿生、18歳。※
デズモンド・ホランド
メドチェスター工業学校生、ミス・ブラント宅の下宿生、16歳。※
ビアトリス・アードリ
パーティの参加者。※
キャシー・グラント
パーティの参加者。※
ダイアナ・ブレント
パーティの参加者。※
ミセス・カールトン
家事手伝い。※
ミセス・ミンデン
掃除婦。※
ミセス・グドボディ
手伝い、パーティでは魔女役。※
ジェレミー・フラートン
ドレイク家の顧問弁護士。
レズリー・フェリア
フラートン・ハリソン・レドベター法律事務所、弁護士の書記、故人（約2年前に刺殺された）。
シャーロット・ベンフィールド
16歳の女店員、故人（1年半前に撲殺された）。
マイケル・ガーフィールド
造園師。
ミス・エムリン
エルムズ校校長。
ミス・エリザベス・ホイッテッカー
算数の教師。※
ジャネット・ホワイト
教師、故人（約2年前に絞殺された）。
ファーガソン博士
レノルズ家の主治医、60歳。
ミス・リー
ファーガソン博士の薬剤師。※　
チャールズ・コットレル師
教区牧師。※
サイモン・ランプトン
牧師補。※
ウェストン大佐夫妻
「石切り場館」の所有者。
バート・スペンス
ロンドン警視庁を退職した元警視、「パイン・クレスト荘」在住。
エルスペス・マッケイ
スペンスの妹、兄と同居。
ティモシー・ラグラン警部

## 日本語訳本
本作品は、『ハヤカワ・ミステリマガジン』に1971年2月号 (No.178) から同年6月号 (No.182) まで掲載された。現在、早川書房の日本語版翻訳権独占作品となっている。
| 出版年          | タイトル                         | 出版社   | 文庫名等                          | 訳者       | 巻末            | ページ数 | ISBN           | カバーデザイン     | 備考 |
| --------------- | -------------------------------- | -------- | --------------------------------- | ---------- | --------------- | -------- | -------------- | ------------------ | ---- |
| 1971年12月15日  | ハロウィーン・パーティ           | 早川書房 | ハヤカワ・ポケット・ミステリ1164  | 中村能三   | S               | 261      |                |                    |      |
| 1977年10月31日  | ハロウィーン・パーティ           | 早川書房 | ハヤカワ・ミステリ文庫 HM1-26     | 中村能三   | S               | 325      | 4150700265     | 真鍋博             |      |
| 2003年 11月11日 | ハロウィーン・パーティ           | 早川書房 | ハヤカワ文庫. クリスティー文庫 31 | 中村能三   | 解説 長谷部史親 | 431      | 978-4151300318 | 早川書房デザイン室 |      |
| 2023年 8月24日  | ハロウィーン・パーティ〔新訳版〕 | 早川書房 | ハヤカワ文庫. クリスティー文庫 31 | 山本やよい | 解説 若竹七海   | 432      | 978-4151310317 | 早川書房デザイン室 |      |

児童書
| 出版年         | タイトル                            | 出版社   | 文庫名等                     | 訳者       | 巻末          | ページ数 | ISBN           | カバーデザイン                                                       | 備考 |
| -------------- | ----------------------------------- | -------- | ---------------------------- | ---------- | ------------- | -------- | -------------- | -------------------------------------------------------------------- | ---- |
| 2022年 8月17日 | 名探偵ポアロ ハロウィーン・パーティ | 早川書房 | ハヤカワ・ジュニア・ミステリ | 山本やよい | 解説 大矢博子 | 400      | 978-4152101471 | イラスト:二階堂 彩 イラスト編集:サイドランチ 装幀:早川書房デザイン室 |      |

## 翻案作品

### 映画
『名探偵ポアロ:ベネチアの亡霊』
2023年公開の映画。

### テレビドラマ
名探偵ポワロ『ハロウィーン・パーティ』
シーズン12 エピソード2（通算第63話）  イギリス2010年放送
細かい設定に差異はあるが、概ね原作に沿った内容である。
- エルキュール・ポワロ: デヴィッド・スーシェ
- アリアドネ・オリヴァー: ゾーイ・ワナメイカー
- ロウィーナ・ドレイク: デボラ・フィンドレイ
- ジュディス・バトラー: アメリア・ブルモア
- レイノルズ夫人: ソフィー・トンプソン
- ウィテカー: フェネラ・ウーネガー
- マイケル・ガーフィールド: ジュリアン・リンド＝タット

アガサ・クリスティーの謎解きゲーム『ハロウィーン・パーティー』
シリーズ2 エピソード5  フランス2014年放送
探偵役が警視と記者のシリーズ。殺人を目撃したと主張した女の子がアップル・ボビングの水槽で溺死することと、犯人が濡れた衣服をカムフラージュするために花瓶を割ること以外はほぼすべて原作と異なる内容である。
- スワン・ロランス: サミュエル・ラバルト - 警視
- アリス・アヴリル: ブランディーヌ･ベラヴォア - 記者
- マルレーヌ・ルロワ: エロディ･フランク - ロランスの秘書
- カトリーヌ・ドラヴィグナン: アンヌ・ロワレ - 市長
- ザビエル・トレマン: ニコラ・ブリデ - 彫刻家

### ラジオドラマ
- BBC Radio 4で放送されたラジオドラマ。